# Восстание в Сан-Паулу
Восстание в Сан-Паулу (порт. Revolta Paulista) или Второе восстание тенентистов — второе крупное выступление тенентистов с целью свергнуть правительство Артура Бернардиса, проходившее в Сан-Паулу с 5 по 28 июля 1924 года. Восстание произошло через два года после восстания в форте Копакабана в Рио-де-Жанейро.

## Ход восстания
Военное антиправительственное восстание в городе Сан-Паулу вспыхнуло 5 июля 1924 года, ровно через два года после тенентистского восстания в Рио-де-Жанейро. Руководство восстания принял на себя отставной генерал Изидору Диас Лопис. В течение пяти дней на улицах Сан-Паулу шли ожесточенные бои, и, в конце концов, тенентисты взяли под свой контроль город, по крайней мере, в стратегических точках.
В первый день восстания революционные части осадили полицейские казармы. По всему городу началась ожесточённая перестрелка между восставшими и правительственными войсками. Вскоре артиллерия восставших начала обстрел административных зданий Сан-Паулу, после чего губернатор штата Карлус ди Кампус бежал из города.
9 июля согласно приказу из Рио-де-Жанейро правительственные войска покинули Сан-Паулу, и восставшие взяли город под свой полный контроль. На следующий день ими был опубликован «Революционный манифест», в котором были провозглашены основные причины и цели восстания. В частности, восставшие заявили:

Наша революция — не изолированный эпизод. Она носит патриотический характер. Борьба идёт не против личности Бернардиса, а против всей политической системы. Мы боремся против нынешней олигархической диктатуры за демократию, за идеалы народа и призываем народ поддержать нас. Вооружённые силы стремятся выполнить свой святой долг — охранить права народа, взять оружие в свои руки, чтобы установить в стране господство закона и справедливости, ограничить исполнительную власть рамками, совместимыми с республиканским режимом.
Руководители восстания не решились привлечь к борьбе гражданское население и заняли выжидательную позицию. Тем временем президент Бразилии уже принял решение о действиях по подавлению движения, что позволило властям стянуть к городу большие силы.
12 июля в окрестностях Сан-Паулу начались ожесточённые бои между повстанцами, в рядах которых было 5 тысяч человек, и правительственными войсками, численностью 15 тысяч человек. Президент санкционировал артиллерийский обстрел города. Обстрелы носили неизбирательный характер и не были направлены конкретно на объекты, занятые повстанцами. В результате мишенью стали и мирные жители, что вызвало панику среди населения. Около 300 тысяч человек покинули Сан-Паулу. В результате обстрела получили ранения более 4 тысяч человек. Вскоре правительственные войска блокировали Сан-Паулу.
23 июля они во время атаки использовали танки Рено FT; повстанцы бежали, но отряд из 122 венгерских ветеранов Первой мировой войны, принимавших участие в восстании, вырыл траншеи и захватил два танка. Город начал страдать от нехватки продовольствия, что привело к грабежам в наиболее пострадавших районах. По меньшей мере 1500 зданий по всей столице штата были разрушены, предприятия разграблены, больницы не смогли справиться с большим количеством раненых, водоснабжение и электроснабжение были повреждены.
После того как правительственные войска окружили всю периферию, они усилили натиск на осаждённый город, продвигаясь через центральные улицы и кварталы, чтобы задушить войска повстанцев. 27 июля командующий повстанцами генерал Лопис приказал оставить Сан-Паулу. Восставшие прорвали кольцо окружения и начали отступление на северо-запад страны в направлении штата Мату-Гросу. На следующий день правительственными войсками были подавлены последние очаги этого восстания.

## Поддержка восстания
Восстание в Сан-Паулу было поддержано военными сразу в трёх штатах страны. Первыми подняли бунт офицеры гарнизона Сержипи, которые 13 июля свергли губернатора штата и взяли власть в свои руки. В обращении к населению они заявили, что целью восстания является установление в стране «правительства свободы, правительства народа и для народа». Однако мятеж в Сержипи был подавлен уже 2 августа.
23 июля началось восстание в штате Амазонас. Молодые офицеры отстранили от власти губернатора и создали правящую хунту во главе с лейтенантом Жуниором. В обращении к населению штата они указали, что их восстание является движением солидарности с восстанием в Сан-Паулу и также направлено на освобождение народа от гнёта олигархов. Повстанцы сумели продержаться более месяца: восстание в Амазонас было подавлено лишь 28 августа.
26 июля восстание подняли офицеры гарнизона штата Пара, которые капитулировали только через месяц после воздушной бомбардировки.

## Продолжение борьбы
Отступившим из Сан-Паулу повстанцам удалось укрепиться на территории штата Парана на границе с Парагваем. С ноября 1924 по март 1925 года на обширном фронте протяженностью в 500 км они вели упорную борьбу с правительственными подразделениями, которые значительно превосходили их по численности. В конце марта 1925 года правительственные войска захватили главный оплот революционеров — город Катандувас. В апреле на помощь продолжавшим сопротивление повстанцам подоспел революционный отряд Луиса Престеса.
12 апреля в Фос-ду-Игуасу состоялось экстренное совещание руководителей двух отрядов, на котором обсуждался вопрос о дальнейшей судьбе тенентистского движения. Луис Престес предложил начать партизанскую войну на территории Бразилии. Его предложение было принято, и два повстанческих отряда объединились в боевую дивизию, численность которой достигла около 1500 человек. В историю она вошла как «колонна Престеса» или «непобедимая колонна».